# Schiefelbusch
Schiefelbusch ist ein Weiler in Lohmar im Rhein-Sieg-Kreis in Nordrhein-Westfalen.

## Geschichte
Erstmals wird Schiefelbusch in einer Urkunde vom 24. August 1330 erwähnt. Nach dem Ortschaftsverzeichnis von 1858 lebten auf dem Hof Schiefelbusch 17 Bewohner. Eine Zählung im Jahr 1871 ergab 14 Bewohner in einem Wohnhaus. 1875 wohnten in Schiefelbusch 19 Personen in zwei Wohnhäusern.

## Geografie
Schiefelbusch liegt im Nordwesten von Lohmar. Umliegende Ortschaften und Weiler sind Broich und Wickuhl im Norden, Meinenbroich, Stumpf und Weilerhohn im Nordosten, Höhnchen im Osten, Scheid im Südosten, Neuenhof und Dachskuhl im Süden, Kleinhecken und Großhecken im Westen.

## Gewässer
Nordwestlich von Schiefelbusch entspringt ein namenloser orographisch rechter Nebenfluss des Gammersbachs. Im Osten fließt der Gammersbach, ein orographisch linker Nebenfluss der Sülz, an Schiefelbusch vorbei.

## Wanderwege
Schiefelbusch liegt an folgenden Wanderwegen:
- Rundwanderweg Bergischer Streifzug Nr. 18 „Bauernhofweg“[3]
- Rundwanderweg A3 ab Honrath des Sauerländischen Gebirgsvereins (SGV)[4]

## Verkehr
Schiefelbusch liegt nahe zur K 49.